# Villa Glitzerburg

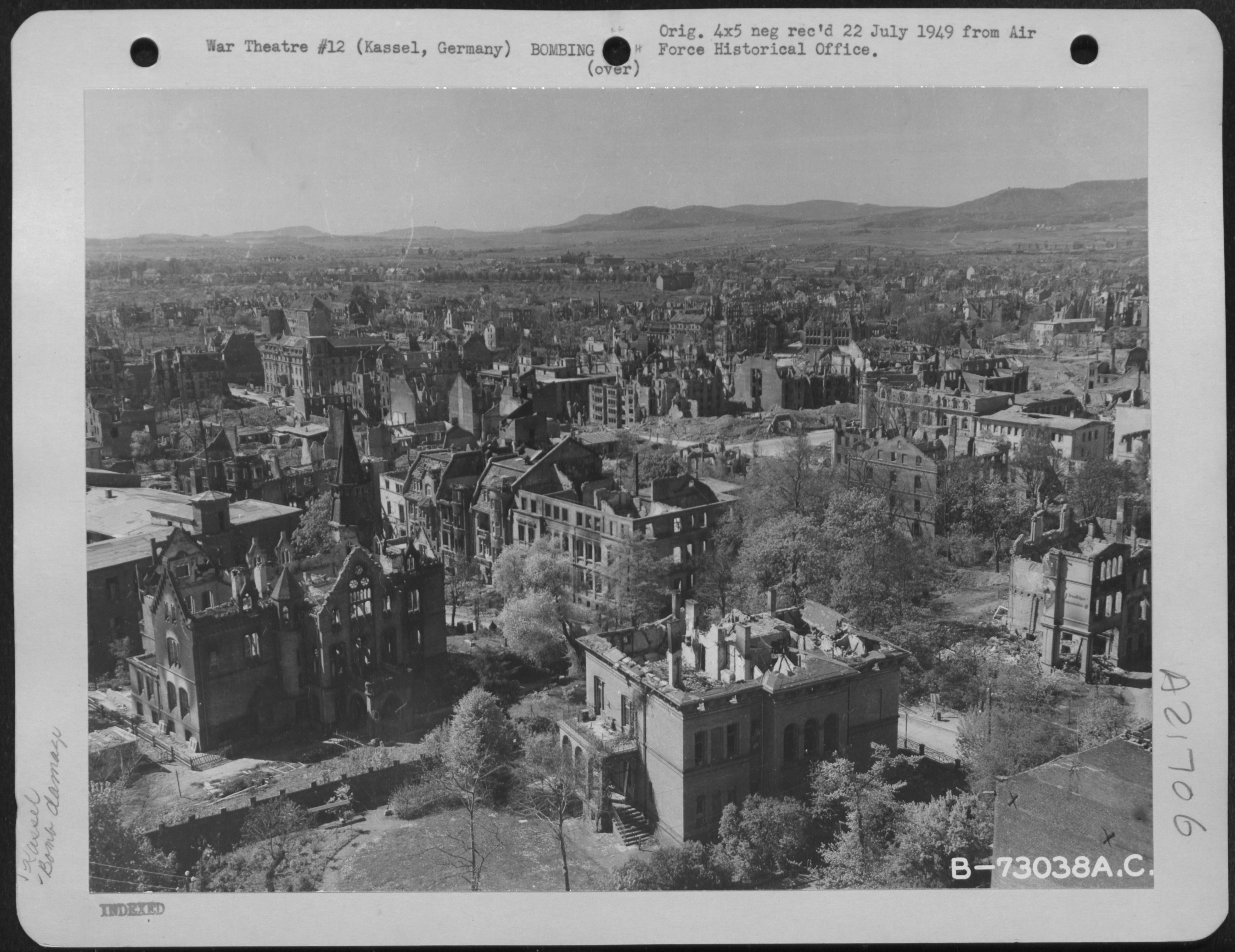
Ruine der Glitzerburg im Frühjahr 1945 (vorne links)

Die Villa Glitzerburg, ursprünglich Villa Wedekind genannt, zählte zu den größten Wohnhäusern in Kassel. Sie wurde von 1868 bis 1870 auf dem Eckgrundstück Karthäuserstraße / Hohenzollernstraße (heutige Friedrich-Ebert-Straße) errichtet. Architekt war Wilhelm Lüer, ausführender Bauunternehmer der Kasseler Maurermeister Seyfarth. Nach Lüers Tod wurde die Villa unter der Leitung von Conrad Wilhelm Hase fertiggestellt. Bauherr war der deutsch-italienische Kaufmann Karl Wedekind.
Die architektonische Gestaltung war im Stil der Neugotik gehalten und folgte damit der Hannoverschen Architekturschule. Auch im Inneren war das Haus weitgehend neugotisch ausgestattet. Wandgemälde fanden sich ebenso wie aufwändige Bleiverglasungen. Die Fresken und Wandmalereien stammten von dem Künstler Merkel, der ein Altargemälde für den Fritzlarer Dom gemalt hatte. Dazu kamen Bilder zahlreicher Künstler, mit denen der Bauherr in Kontakt stand, der sich auch als Mäzen betätigte. Auch andere Schmuckelemente waren ausschließlich handwerklich hergestellt und keine Fabrikware.
Die Villa war umgeben von einem weitläufigen Park. Von dem Turm des Hauses war ein Blick über Kassel möglich. Die glasierten Dachziegel reflektierten das Sonnenlicht und führten im Volksmund zu der Bezeichnung „Glitzerburg“.
Die Deutsche Bauzeitung beschrieb das Gebäude in ihrer Ausgabe vom 10. Februar 1870 ausführlich und lobte die monumentale Ausführung und die konsequent neugotische Gestaltung.
Nach dem Tod des Bauherrn wurde die Villa 1883 an den Kaufmann Carl Ponfik verkauft. 1902 erwarb die Oberpostdirektion Kassel Gebäude und Park und ließ im Park den Neubau ihres Dienstgebäudes errichten. Die Villa wurde dem jeweiligen Oberpostdirektor als Dienstwohnung zur Verfügung gestellt. Im Zweiten Weltkrieg wurde das Gebäude im Oktober 1943 bei einem Bombenangriff schwer beschädigt. Die Ruine wich einem Neubau der Deutschen Bundespost, der inzwischen von der Deutschen Telekom genutzt wird.